# Choroba dekompresyjna

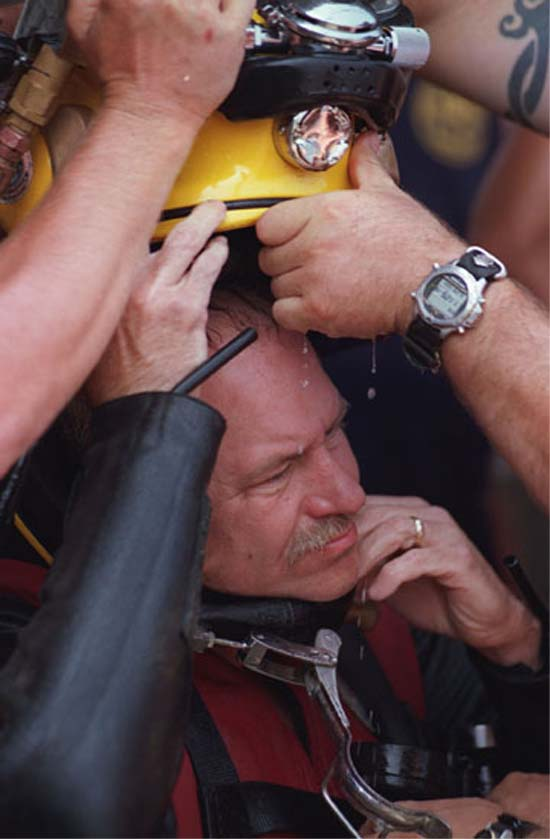
Przygotowania do wejścia do kabiny dekompresyjnej.

Choroba dekompresyjna, DCS (dawniej: choroba kesonowa) – zespół objawów dotykających osobę wystawioną na zbyt szybko zmniejszające się ciśnienie zewnętrzne. Choroba dekompresyjna rzadko występuje u osób, które nie oddychały gazem pod zwiększonym ciśnieniem (freediving).

## Charakterystyka
Choroba dekompresyjna może wystąpić w sytuacjach, kiedy:
- nurek zbyt szybko wynurzy się na powierzchnię bez zastosowania odpowiedniej prędkości i przystanków dekompresyjnych;
- samolot po wystartowaniu dla bezpieczeństwa w kontrolowany sposób obniża w środku ciśnienie (samolot jest szczelny);
- robotnik opuszcza keson lub kopalnię, do których wpompowano powietrze w celu pozbycia się wody.

Następuje wówczas zmniejszanie ciśnienia otoczenia, co powoduje z kolei powstawanie pęcherzyków gazu obojętnego (zazwyczaj azotu) w tkankach i płynach ustrojowych organizmu.
Zgodnie z prawem Henry’ego, jeśli ciśnienie gazu nad lustrem płynu zostaje zmniejszone, ilość gazu rozpuszczonego w płynie również ulega zmniejszeniu. To samo zjawisko występuje przy otwieraniu butelki z gazowanym napojem – gdy zostanie odkręcona nakrętka słychać ulatujący gaz i widać tworzące się pęcherzyki dwutlenku węgla. Powstają one w wyniku nagłego zmniejszenia ciśnienia otoczenia panującego w butelce do wartości ciśnienia atmosferycznego.
Podobnie dzieje się z azotem (gazem obojętnym), który normalnie występuje w tkankach i płynach ustrojowych organizmu w niegroźnej postaci rozpuszczonej. Podczas szybkiego zmniejszania ciśnienia, np. w przypadku rozszczelnienia kabiny lecącego samolotu lub podczas wynurzania w nurkowaniu, następuje uwalnianie gazu obojętnego rozpuszczonego w organizmie. Jeśli cały proces przebiega zbyt szybko, gaz obojętny uwalnia się z krwi i tworzy pęcherzyki, wywołując następujące objawy: świąd i marmurkowatość skóry, skrzypienie skóry, bóle stawów, uszkodzenia układu nerwowego, paraliż lub śmierć. Późne powikłania to zmiany zwyrodnieniowe stawów i martwica kości.
Choroba dekompresyjna (DCS) oraz zator gazowy, mimo że wywoływane przez różne czynniki, mogą mieć bardzo podobne objawy. Dlatego występują w nazewnictwie fachowym wspólnie pod terminem zespół zaburzeń dekompresyjnych lub DCI.